# Sexmo de Frentes
El Sexmo de Frentes fue una división administrativa medieval española que comprendía una parte del término rural dependiente de la Universidad de la Tierra de Soria.
Los sexmos fueron una división administrativa circunstancial que, en un principio, equivalían a la sexta parte de un territorio determinado, aunque posteriormente el número de sexmos podía aumentar o disminuir como ocurre en la Tierra de Soria, dividida en cinco sexmos: Frentes, San Juan, Arciel, Luvia, Tera.

## Lugares que comprendía
| - Ahedo de Santa Inés (despoblado). - Aldealpozo . - Berrún (despoblado). - Berruézo (despoblado). - Cabrejuelas del Hoyo (despoblado). - Cagijares (despoblado). - Camparañón. - Canredondo. - Carbonera. - Castellanos del Campo (despoblado). - Cidones - Covaleda | - Las Cuevas. - Dombellas y Santervás. - Duruelo. - Las Fraguas. - Fuentetecha. - Fuentetoba. - Golmayo. - Herreros. - Hinojosa del Campo. - Langosto. - Malluembre (despoblado). - Molinos de Duero y Salduero | - La Muedra (bajo las aguas del pantano). - Nieva y Calderuela. - Nuestra Señora del Castillo (despoblado). - Oteruelos. - Ocenilla. - Pedrajas. - La Pica (despoblado). - Pinilla del Campo - Roñanuela (despoblado). - El Royo y Derroñadas. - La Sierra del Madero (despoblado). | - San Bartolomé (granja). - San Hilario (despoblado). - Tajahuerce. - Tardesillas. - Toledillo. - Villabuena. - Villaciervos. - Villaverde. - Villar del Campo. - Vilviestre de los Nabos |  |